# Budčice
Budčice (německy Butschitz) jsou vesnice, část obce Vlastějovice v okrese Kutná Hora. Nachází se asi dva kilometry jižně od Vlastějovic v nadmořské výšce 340 metrů. Leží na pravém břehu Sázavy. Prochází tudy železniční trať Čerčany – Světlá nad Sázavou. Budčice leží v katastrálním území Vlastějovice o výměře 4,82 km².

## Historie
První písemná zmínka o Budčicích pochází z roku 1305, kdy se vesnice nazývala Budsiez. V roce 1379 patřila k arcibiskupskému panství v Křisoudově jako poddanská osada s mlýnem a krčmou. Žijí v ní tři poddaní, svobodní havíři a hamerníci, kteří pracovali v panské železárně ve Vlastějovicích.
V 18. století byly železárny ve Vlastějovicích zrušeny a výroba přenesena do Budčic. Dále ve vsi vznikla slévárna a vysoká pec. Ve slévárně se vyráběly lité sporáky, pokojová kamna, žehličky, hmoždíře, pláty, třínožky, kříže, sklenářské píšťaly. Roku 1874 po smrti bratra Josefa Svobody vysoká pec v Budčicích zanikla.
V roce 1880 ve vsi stálo 23 domů, ve kterých bydlelo 234 obyvatel. V roce 1884 huť koupil Antonín Lanz a roku 1890 byla zbořena. Na jejím místě vyrostl postaven Budčický mlýn (1892–1893) v secesním slohu. Vesnicí vede železniční trať. Její výstavba začala v horní části vsi v roce 1903 a 18. července 1937 byla otevřena vlaková zastávka.

## Pamětihodnosti
- Mlýn z roku 1893 (technická památka)
- Kaplička se zvoničkou z 19. století vedle mlýna

## Fotogalerie

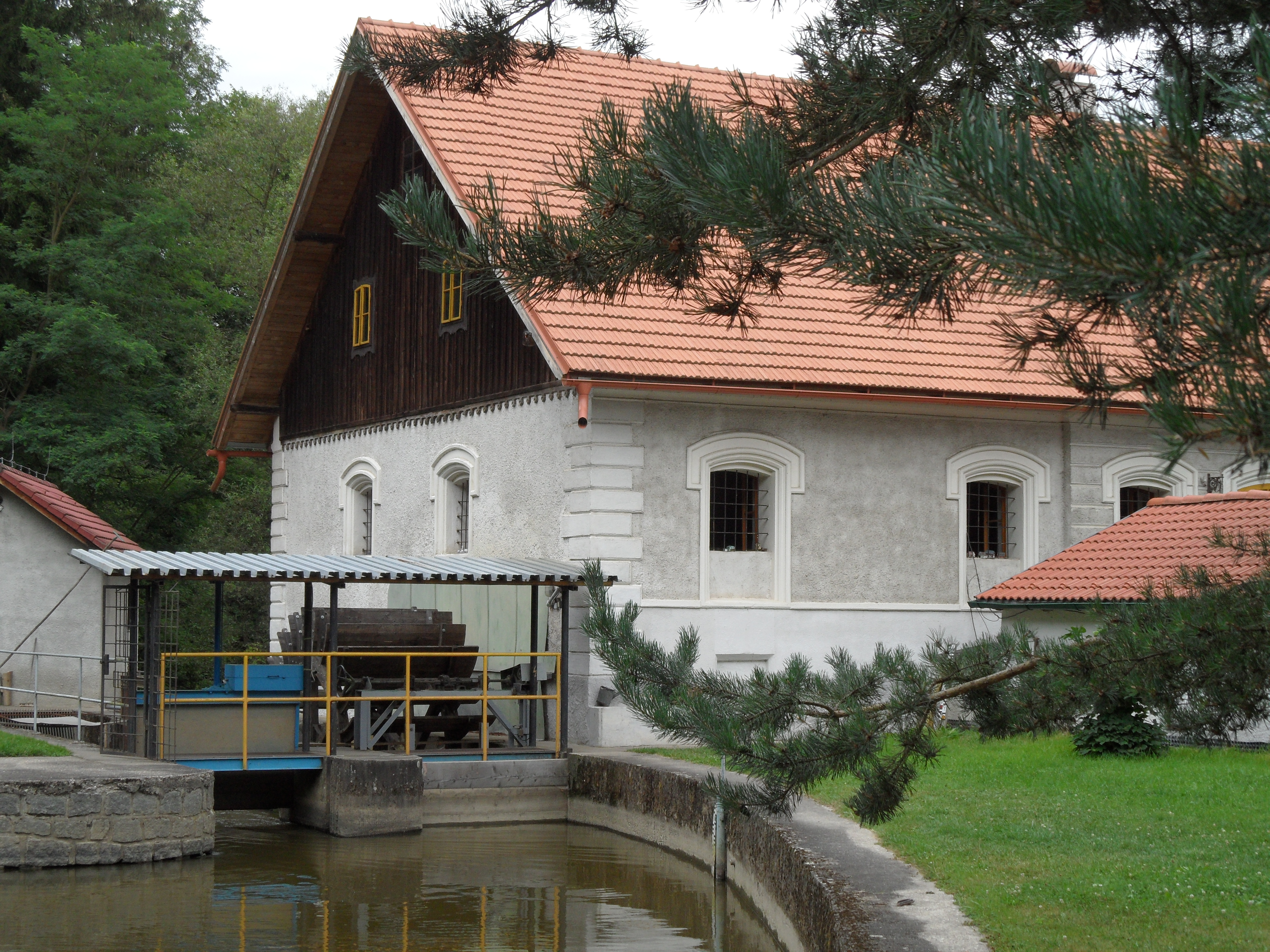
Mlýn z roku 1893
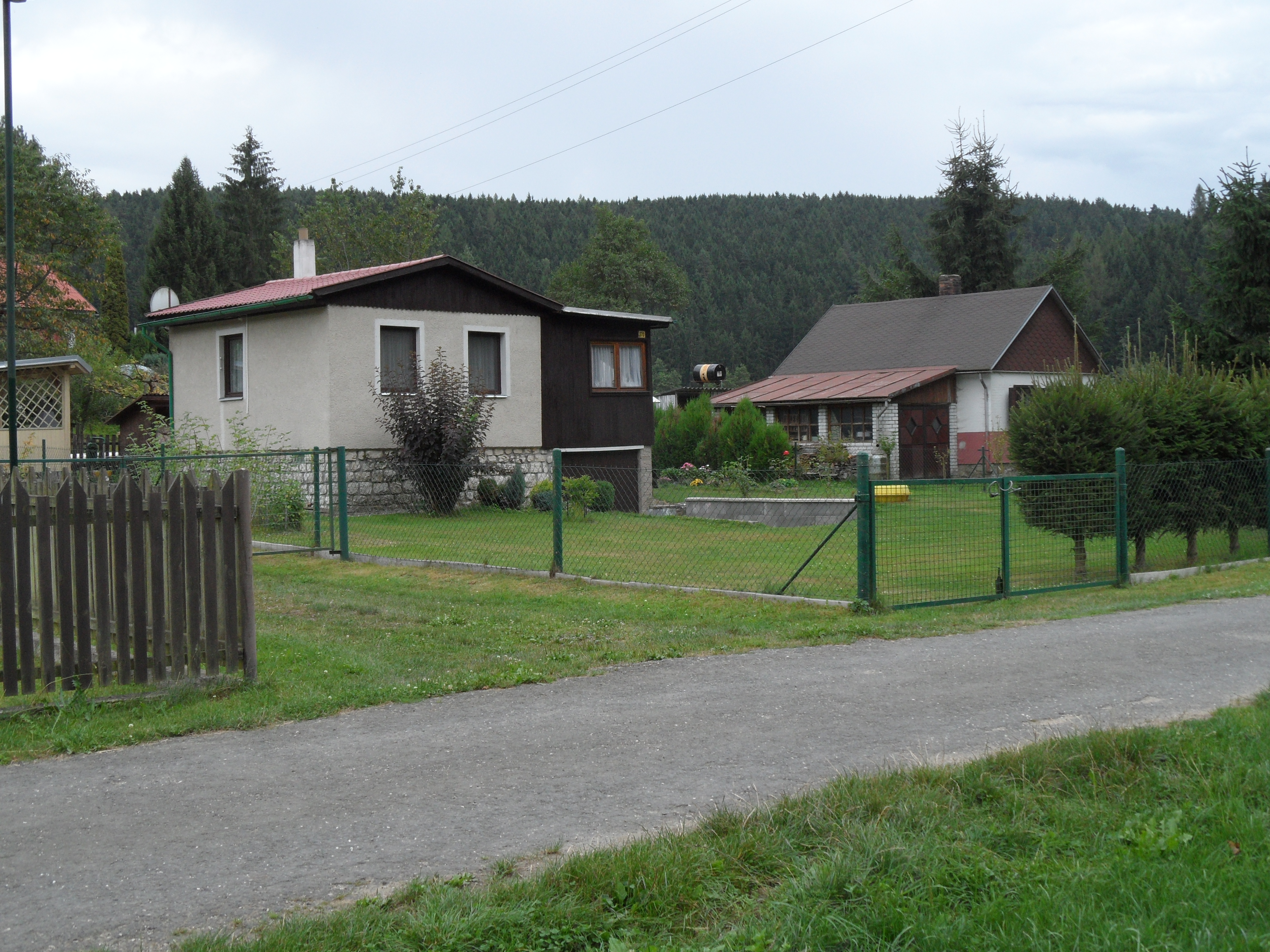
Chaty proti tábořišti
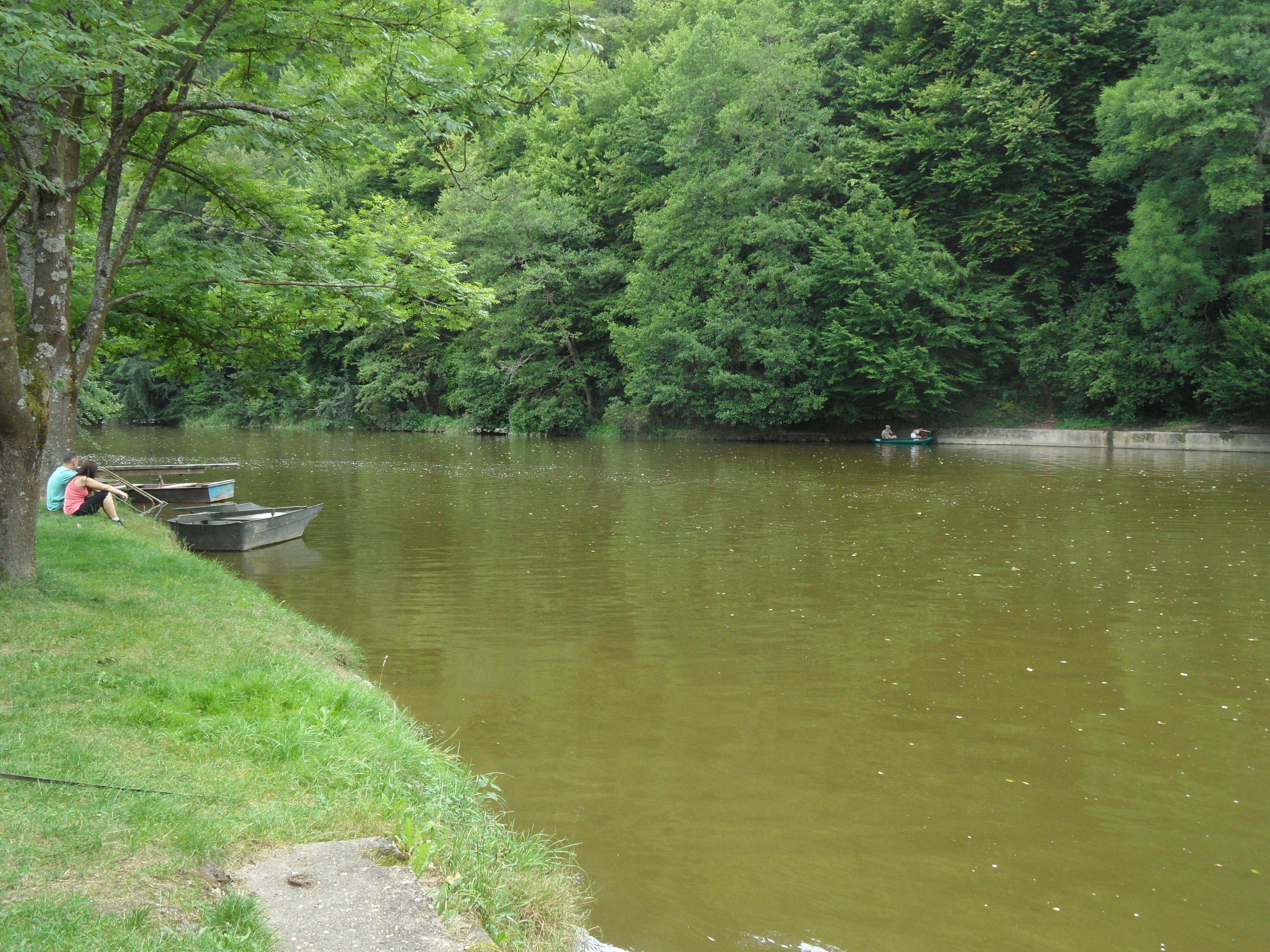
Sázava nad jezem
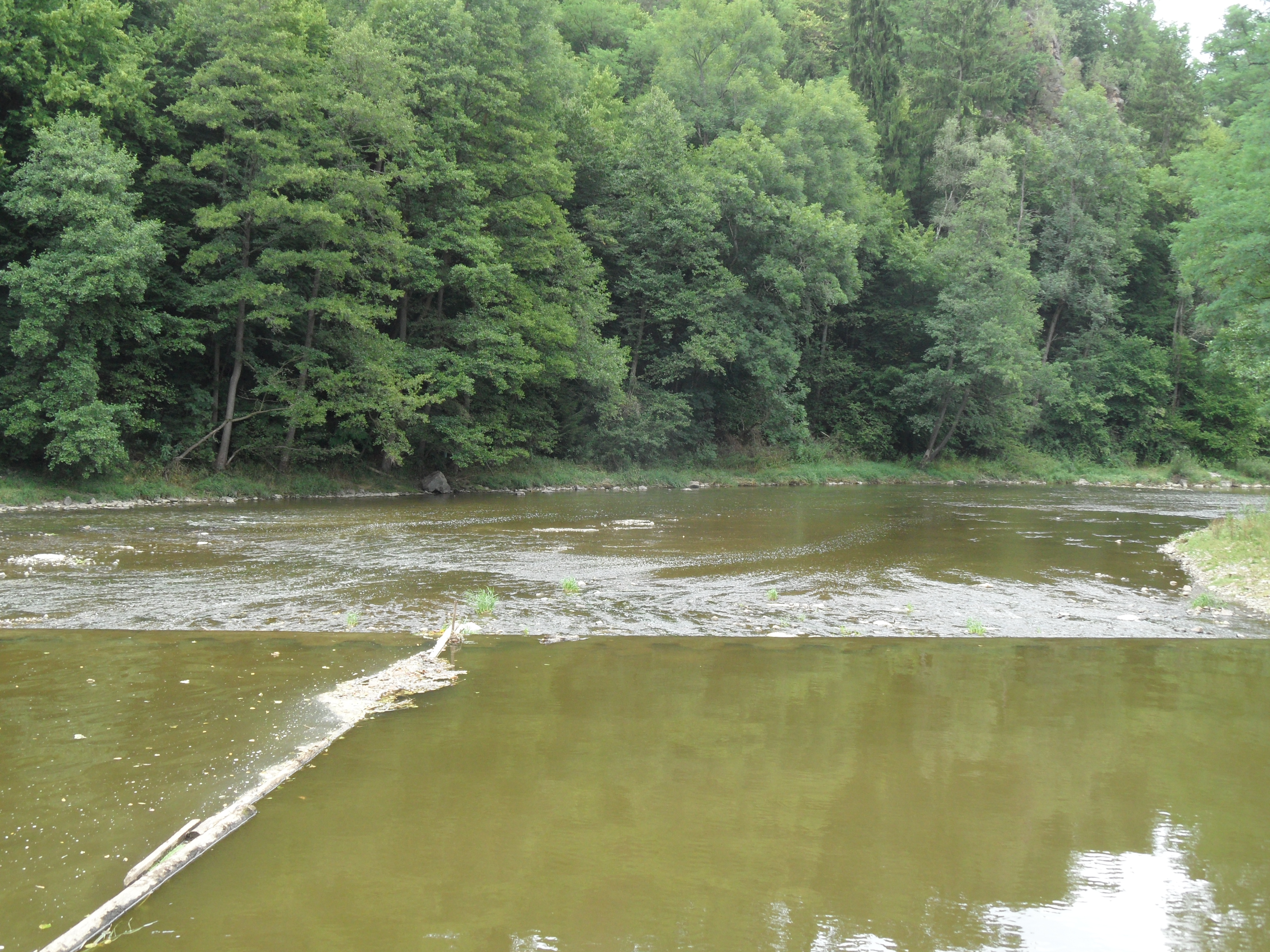
Jez u mlýna